# Lobopteromorpha madecassa
Lobopteromorpha madecassa är en kackerlacksart som beskrevs av Lucien Chopard 1952. Lobopteromorpha madecassa ingår i släktet Lobopteromorpha och familjen småkackerlackor.
Artens utbredningsområde är Madagaskar. Inga underarter finns listade i Catalogue of Life.